# Gojira
Gojira (Ґоджіра) — французький гурт, що грає у стилі прогресивний метал. Заснований 1996 року у Ондрі біля Байонни під назвою Godzilla (до 2001).
Gojira видала сім студійних альбомів, три живі альбоми і є першим французьким гуртом, що потрапив до топів чарту Billboard (найкращий альбом важкого року). Колектив номінували на Grammy в категорії найкращий метал-альбом за Magma, також як найкращий метал-виступ за синґли «Silvera» та «Amazonia». Гурту Gojira належить рекорд найгучнішого концерту (і звуку загалом) на Стад-де-Франс. Також гурт відомий екологічною тематикою пісень та природозахисним активізмом. Gojira став першим хеві-метал-гуртом, який виступив на церемонії відкриття Олімпіади під час літніх Олімпійських ігор 2024 року у Франції.

## Історія

### Ранні роки іTerra Incognita(1996−2002)
Gojir-у створили 1996 року в Ондрі (селищі неподалік від Байонни) брати Джо (гітара, спів) та Маріо (ударні) Дюплантьє, гітарист Крістіан Андрю та басист Жан-Мішель Лабадьє. Впродовж перших п'яти років гурт працював під назвою Godzilla. У 1996, 1997 та 1999 роках з'явилися три демо-альбоми — Victim, Possessed та Saturate відповідно. Після турів на підтримку Cannibal Corpse, Edge of Sanity, Impaled Nazarene, а також туру на підтримку Immortal у вересні 1999, правові нюанси змусили Godzill-у змінити свою назву. Відтак вони перейменували гурт у Gojira, що є романізованою формою імені вигаданого монстра Ґодзілли. Їхні останнє демо Wisdom Comes та дебютний альбом Terra Incognita з'явилися вже під новою назвою у 2000 та 2001 рр. відповідно.

### The LinkтаFrom Mars to Sirius(2003−2007)
2003 року музиканти видали свій другий студійний альбом The Link (перевиданий 2007 року з перезаписаними треками та новим дизайном буклету). Після успіху перших двох альбомів та їхніх живих виступів, вони видали DVD на Gabriel Editions в Бордо. З 19 травня 2004 The Link Alive був у продажу у Франції. 2005 року Gojira вирішила співпрацювати з французьким лейблом Listenable Records, аби той здобув популярність за межами Франції. Відтак музиканти записала на цьому лейблі альбом From Mars to Sirius.
Gojira взяла участь у американському турі Children of Bodom наприкінці 2006 року, приєднавшись до Amon Amarth та Sanctity на розігріві. Крім того, 2007 року Gojira поїхала в європейський тур Trivium разом із Sanctity та Annihilator. Пізніше вони підтримали Lamb of God у їхньому американському турі 2007 року разом із Trivium та Machine Head. Наприкінці 2007 року вони взяли участь у Radio Rebellion Tour в компанії трьох інших хедлайнерів Behemoth, Job for a Cowboy та Beneath the Massacre. У жовтні 2007 Listenable Records перевидав демо-альбом 1997 року Possessed.

### Cavalera Conspiracy таThe Way of All Flesh(2008−2010)
Засновники відомого бразильського гурту Sepultura брати Макс та Іґор Кавалери запросили Джо Дюплантьє приєднатися до їхнього нового гурту Cavalera Conspiracy як басиста. В березні 2008 вийшов альбом Inflikted, а в середині того ж року відбувся тур на його підтримку.
Альбом Gojira — The Way of All Flesh — вийшов 13 жовтня 2008 року на лейблі Listenable Records в Європі та 14 жовтня 2008 на Prosthetic Records у Північній Америці. 25 липня 2008 гурт оголосив остаточний перелік композицій та продемонстрував остаточний дизайн альбому. Джо Дюплантьє прокоментував для журналу Revolver:

| «Я би сказав, що це — наступний альбом за логікою. Він інтенсивніший, більш брутальний і мелодійніший водночас — він в усіх сенсах є більшим! Я дуже задоволений новими піснями, якість запису також дуже хороша. Гадаю, поїздка у Штати і робота з Лоґаном над барабанними партіями пішла нам дуже на користь, бо він і справді щось привніс у звучання. Воно більш напружене, потужніше. Я дуже позитивно налаштований щодо нового матеріалу і навіть лірика стала ближча до суті, більше ніж просто підтримка темпу пісні. Ми як і раніше маємо багато подвійного басу, дуже швидкого, й водночас мелодійного». Оригінальний текст (англ.) «I would say that it's the logical next album. It's more intense, more brutal, and more melodic at the same time — it's more everything! I'm very happy with the new songs and the recording is very good. I think it was a good thing for us to come to the States to work with Logan on the drum tracking because it really brought something — it's more tight, it's more powerful. I'm very positive about the new production, and even the writing is more straight to the point, more one tempo. We still have a lot of double bass, very fast, and at the same time there are melodies.»[12] |
Джо Дюплантьє сказав також таке:

| «Цей альбом є значно похмурішим. Маю на увазі, ЗНАЧНО похмурішим. Музика похмуріша і жорстокіша. (...) Темою є смерть як така, а також безсмертність душі. Це є головним для нас.» Оригінальний текст (англ.) «This record is a lot darker — like, a lot darker, I would say. The music is darker and more violent. (...) That's the theme — it's about death itself. It's also about the immortality of the soul. That's the main subject for us.» |
Вокаліст американського гурту Lamb of God Ренді Блайт взяв участь у записі пісні Adoration for None. Альбом записували протягом чотирьох місяців і ще впродовж трьох зводили. 17 березня 2009 було оголошено про перший тур Північною Америкою, в якому Gojira виступала хедлайнером. На розігріві виступали The Chariot та Car Bomb.
Gojira взяла участь у турі Metallic-и (14 вересня — 18 жовтня), виступаючи перед Lamb of God. На початку листопада 2008 в Лос-Анджелесі Gojira взялася за запис нового некомерційного міні-альбому (на чотири пісні), прибутки від продажу якого підуть на підтримку організації Sea Shepherd, що бореться проти незаконного китобійного промислу. За словами Джо Дюплантьє, в записі альбому візьмуть участь представники метал-сцени з різних країн.

### DVD,L'Enfant Sauvage(2012)
Навесні 2011 Gojira оголосила, що робота над новим альбомом уже наполовину закінчена і музиканти дуже задоволені зробленим. Тоді ж гурт повідомив, що вони працюють над живим DVD, бонус-секція якого матиме назву The Way of All Flesh From the Inside.
Як прев'ю до мінімальбому Sea Shepherd Gojira опублікувала наприкінці травня 2011 пісню Of Blood And Salt, записану за участі Девіна Тавнсенда (спів) та Фредеріка Тордендала (гітара). Реліз відбувся в 2012 році. Відповідаючи на запитання, на що схожий новий матеріал Gojir-и, Джо Дюплантьє сказав:
| «Це Gojira, але мудріша та важча. Наша музика постійно розвивається. Сподіваюся, ми ще маємо багато чого сказати! Я вірю, що ми можемо творити важче та глибше та більш магічно, ніж досі. Я поважаю все, що було зроблено досі, але сподіваюся, ми продовжуємо копати в іншому напрямку. Це не технічний напрямок. Це більш духовний напрямок. Гадаю, ми наближаємося до суті, чому ми творимо цю музику. Це важко описати. Поки я не почую новий альбом, я не матиму ясного бачення його. Хай йому грець, він просто найкращий!» Оригінальний текст (англ.) «It's Gojira but wiser and heavier. Our music is always evolving. I hope there is more to come from us! I believe we can get heavier and deeper and more magical than before. I respect everything that's been done before, but I hope we're digging in another direction. It's not a technical direction. It's a more spiritual direction. I think we're getting closer to the core of why we're doing this music. It's hard to describe it. Until I hear the new album it's hard to have a clear vision of it. Fuck it, it's just better!»[21] |

### Fortitude(2020 — дотепер)
У травні 2020 року Gojira транслювали на YouTube концерт «Live At Red Rocks», який пройшов 2017 року в амфітеатрі Red Rocks у Моррісоні, штат Колорадо, щоб відсвяткувати свій тисячний виступ. 5 серпня гурт випустив «Another World», свій перший сингл за чотири роки; це був їхній перший сингл, що потрапив до чарту Billboard. Він посів 5 місце в чарті Hard Rock Digital Song Sales і 12 місце в чарті Hot Hard Rock Songs. Їхній виступ на Hellfest 2019 був доступний для трансляції на YouTube у листопаді 2020 року.
17 лютого 2021 року Gojira анонсували сьомий студійний альбом Fortitude. Виробництво альбому розпочалося на початку 2018 року на студії Silver Cord, а його початкова дата виходу у червні 2020 року була перенесена на вересень того ж року через пандемію COVID-19. Fortitude назвали «одним з найбільш очікуваних метал-релізів 2021 року». Сингл Gojira 2021 року «Amazonia» вийшов в рамках місячної кампанії зі збору коштів для ініціативи з захисту прав корінних народів Бразилії. Він посів 17 місце в чарті Billboard Hot Hard Rock Songs, а сингл «Born for One Thing» також посів 18 місце.
Fortitude, спродюсований і записаний Джо Дюплантьє в Silver Cord Studio та зведений Енді Воллесом, вийшов 30 квітня 2021 року на Roadrunner Records. У звуковому плані альбом містив безліч жанрів, темпів і соціально свідомих пісень, оскільки вони продовжували освоювати нові території, зберігаючи при цьому фірмове звучання гурту. Fortitude очолив все жанровий чарт продажів iTunes у США і дебютував на 12-му місці в чарті Billboard 200. Він очолив чарти Billboard Top Rock Albums і Hard Rock Albums. Альбом очолив чарти Billboard Top Album Sales і Top Current Albums Sales з 27 372 одиницями альбомного еквівалента; з яких 24 104 були продажами альбому, що зробило його бестселером у перший тиждень продажів у Сполучених Штатах. Fortitude перевищив позиції та продажі Magma в чартах. Альбом очолив британський чарт рок- і метал-альбомів, досяг 3 місця в австралійському чарті альбомів і 8 місця в німецькому чарті альбомів. Після виходу альбом отримав схвальні відгуки від музичних критиків The Guardian, Rolling Stone, Kerrang! Metal Hammer та Revolver. У середині травня 2021 року «New Found» досяг піку на 24 місці в чарті Hot Hard Rock Songs; Gojira посіли 12 місце в Billboard Artist 100.
Їхній хедлайнерський тур по США розпочався 24 вересня. 1 листопада Ренді Блайт з Lamb of God став гостем концерту Gojira у своєму рідному місті Ричмонд, штат Вірджинія, де вони вперше виконали пісню «Adoration for None» наживо. Gojira оголосили про хедлайн-тур Великобританією і Європою з середини січня до середини березня 2022 року, з виступами на Tauron Arena Краків, Motorpoint Arena Ноттінгем і Cardiff International Arena, серед інших локацій. Гурт також оголосив про триденний тур французькими аренами, включаючи Accor Arena. Це було перше в історії Gojira хедлайнерське шоу в Європі і Великобританії. Однак тур був перенесений на липень 2022 і лютий 2023 року через обмеження, пов'язані з Covid-19. «Amazonia» отримав номінацію за найкращий метал-виконання на церемонії вручення премії Греммі 2022 року. Андреу покинув Gojira на решту вісім концертів північноамериканського турне 2022 року з Deftones, щоб бути поруч з новонародженою дитиною. Вони найняли Олдріка Гуаданьїно з французького гурту Klone, щоб тимчасово замінити його з 18 по 28 травня. 19 червня Gojira стали хедлайнерами третього дня Hellfest Summer Open Air, виступивши перед натовпом у 60 000 глядачів. Потім гурт відправився у 4-денне турне Південною Америкою, включаючи виступи на арені Movistar Arena і арені Luna Park.
У 2024 році Gojira виступили на церемонії відкриття Літніх Олімпійських ігор 2024 року в Парижі, ставши першим метал-гуртом, який виступив на олімпійській церемонії; вони виконали свою версію «Ça Ira», аранжовану у співпраці з Віктором ле Масне, з оперною співачкою Мариною Віотті.

## Стиль музики та тематика пісень
Звучання Gojir-и нелегко класифікувати, оскільки музиканти змішують кілька стилів. Жанри, які можна відчути в їхній музці, це технічний дез-метал, треш-метал та прогресивний метал. На Gojir-у справили вплив такі метал-гурти як Sepultura, Death, Morbid Angel, Meshuggah, Metallica, Pantera, Tool та Neurosis.
Gojira грає технічний та ритмічний стиль важкого металу з точним барабанним ритмом, незвичними барабанними шаблонами та рифами старт-і-стоп. Також Gojira відома застосуванням текстурних елементів та інструментальних пісень у своїй музиці. Пісні Gojir-и мають прогресивну та незвичну структуру, рідко узгоджену зі стандартом куплет-приспів. Стиль співу є різний, — крик (притаманний ектрим-металу), ґроул (притаманний дез-металу), чистий вокал та високий крик. Часто ґроул та чистий вокал змішуються.
Учасники гурту виросли в місті Байонні на південному заході Франції (Північна Країна Басків). Мальовничість місцевого довкілля спричинила інтерес музикантів до природи та Землі. Gojira використовує свої тексти для поширення своїх духовних переконань на турботи про довкілля.

## Цікаві факти
- Глобальна некомерційна організація, що займається захистом морської фауни, Sea Shepherd назвала швидкісне судно-перехоплювач, яке допоможе в організації боротьби з незаконним китобійним промислом, «Gojira».

## Учасники
- Джо Дюплантьє (Joe Duplantier) — гітара, спів
- Маріо Дюплантьє (Mario Duplantier) — ударні
- Крістіан Андрю (Christian Andreu) — гітара
- Жан-Мішель Лабадьє (Jean-Michel Labadie) — бас-гітара

Au Hellfest 2013
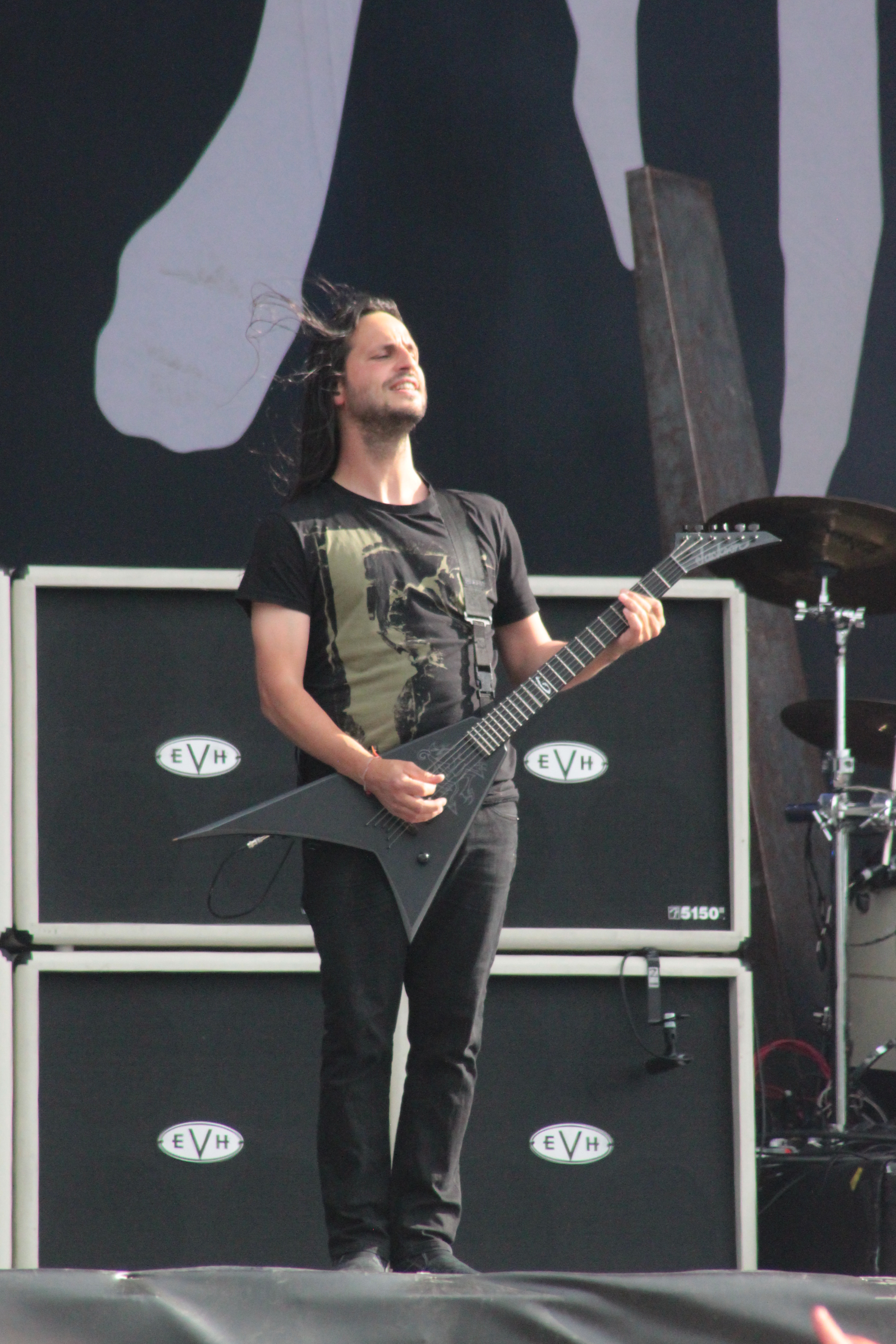
Крістіан Андрю
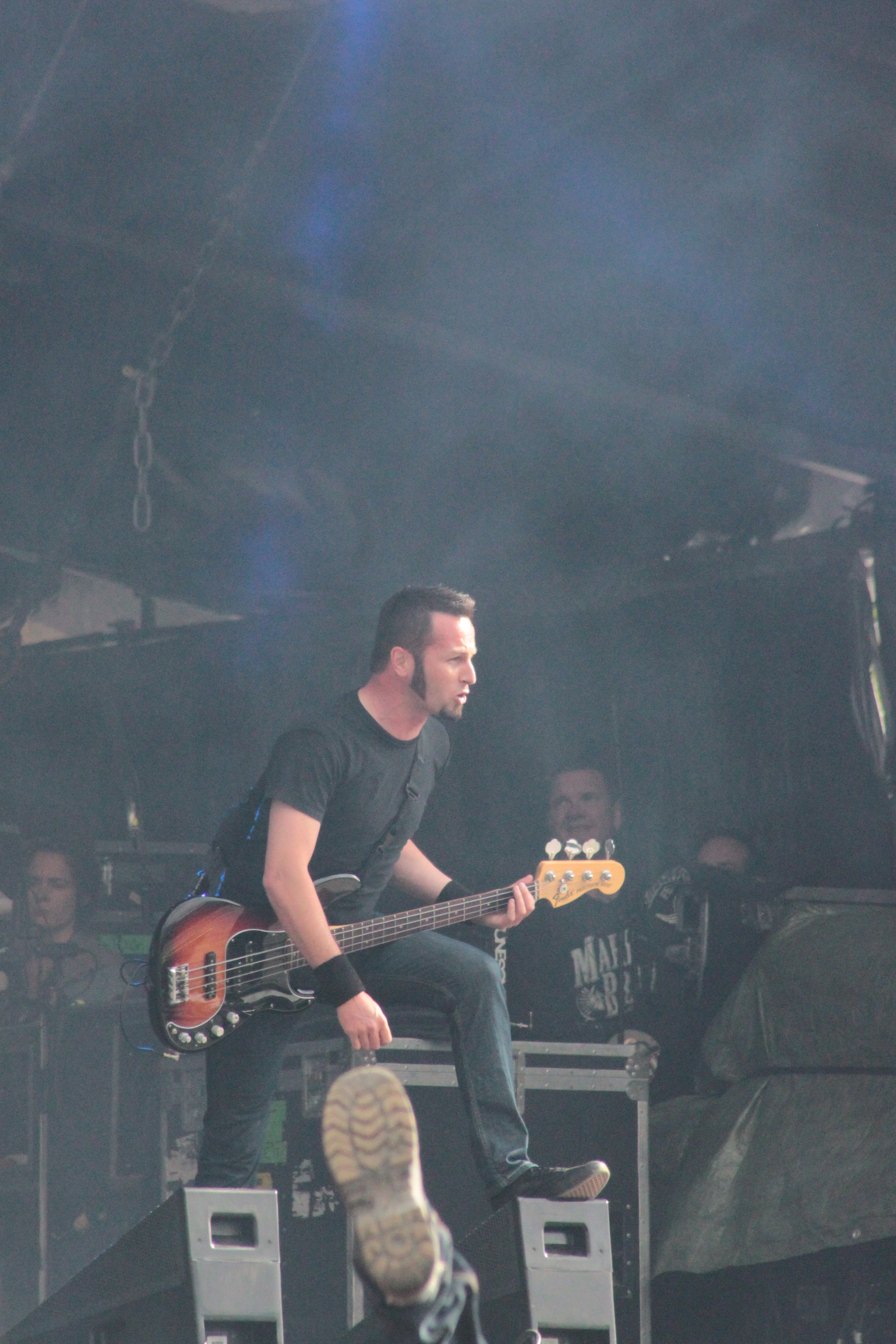
Жан-Мішель Лабадьє
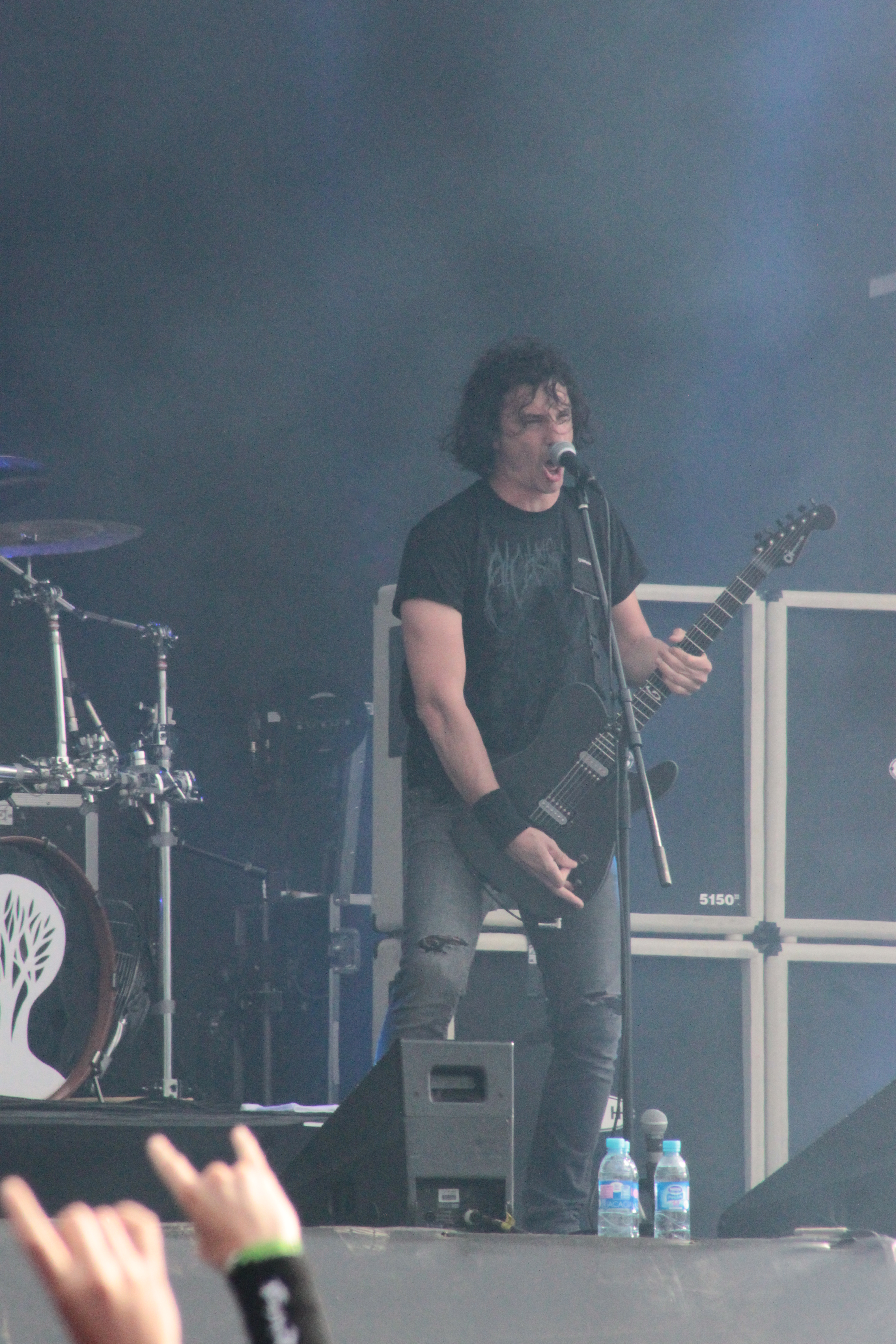
Джо Дюплантьє
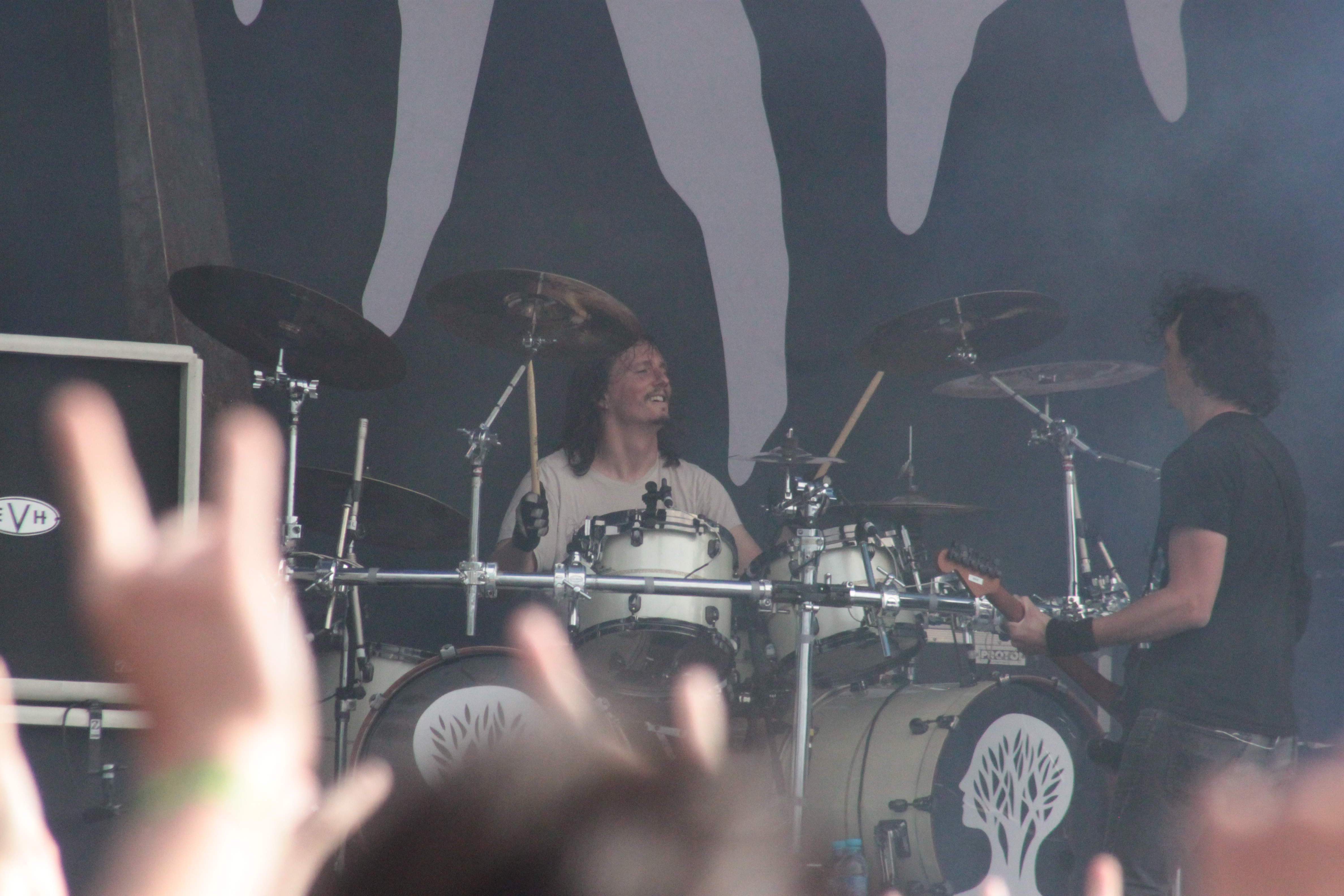
Маріо Дюплантьє

## Дискографія
Студійні альбоми
- 2001: Terra Incognita
- 2003: The Link
- 2005: From Mars to Sirius
- 2008: The Way of All Flesh
- 2012: L'Enfant Sauvage
- 2016: Magma
- 2021: Fortitude

Міні-альбоми
- 2011: End of Time

Живі записи
- 2004: The Link Alive (CD/DVD)
- 2012: The Flesh Alive (CD/DVD)
- 2014: Les Enfants Sauvages (CD/DVD)
- 2017: Live at Red Rocks (CD/DVD)

Демо-альбоми
- 1996: Victim
- 1997: Possessed
- 1999: Saturate
- 2000: Wisdom Comes